# Bruce McAllister
Bruce Hugh McAllister (geboren am 17. Oktober 1946 in Baltimore, Maryland) ist ein amerikanischer Science-Fiction- und Fantasy-Autor.

## Leben
McAllister ist der Sohn von James Addams McAllister, einem Professor für Physik und Elektronik, und von Bernice, geborene Lyons, Professor für Sozialwissenschaften. Er studierte am Claremont Men’s College, wo er 1969 den Bachelor machte, und an der University of California, Irvine, wo er 1971 mit dem Master abschloss. 1970 heiratete er Caroline Reid, mit der er eine Tochter und einen Sohn hat. Ab 1971 war er Dozent an der University of Redlands, wo er von 1983 bis zu seiner Emeritierung 1997 Professor für Englisch war. Außerdem wirkte er als Redakteur mehrerer Zeitschriften, als Herausgeber einer Reihe von SF-Anthologien, sowie als Dozent und Coach für kreatives Schreiben.
Seine erste SF-Erzählung The Faces Outside veröffentlichte er bereits mit 16 Jahren 1963 in Worlds of If. Er schrieb seither vorwiegend Kurzgeschichten, von denen 2007 eine Auswahl in The Girl Who Loved Animals and Other Stories gesammelt erschien. Sein erster Roman Humanity Prime (1971) baute The Faces Outside aus und war zugleich seine Master-Arbeit in kreativem Schreiben. Er handelt von menschlichen Kolonisten des Planeten Prime, die sich nach 3000 Jahren stark an das Leben im Wasser angepasst haben und nun mit zwei Herausforderungen konfrontiert sind, nämlich einer Alien-Invasion einerseits und einem Konflikt mit dem zunehmend dementen Cyborg-Schiff, dass sie auf den Planeten gebracht hat.
Sein zweiter Roman Dream Baby (1989) handelt in der Zeit des Vietnamkrieges von einer mit Präkognition begabten Krankenschwester, die in ihren Träumen den Tod von Soldaten voraussieht.
Der 2013 erschienene Roman The Village Sang to the Sea ist als Fix-up aus einer Kurzgeschichtenserie entstanden, in dem ein amerikanischer Junge während der Zeit des Kalten Krieges mit seiner Familie in ein norditalienisches Fischerdorf kommt, das, wie sich herausstellt, kein normales Dorf ist. Es entfaltet sich eine dichte magische Atmosphäre, die den jugendlichen Protagonisten in sich aufnimmt, der sich in phantastischen Begegnungen auf eine Grenzüberschreitung zubewegt.
Obwohl durch die Qualität seiner Arbeiten ein anerkannter und geschätzter Autor, blieb ihm breite Rezeption versagt. Auch bei den bedeutenden Auszeichnungen wurde er zwar mehrfach nominiert (2-mal für den Hugo, einmal für den Nebula Award und 7-mal für den Locus Award), zählte aber nie zu den Siegern. John Clute führt das darauf zurück, dass McAllister nur wenige Romane veröffentlichte und diese Publikationen zudem ungünstig konstelliert waren, so erschien der erste Roman in der bald darauf eingestellten Reihe der Ace Specials, der zweite war aufgrund der Thematik in der Zeit nur wenig marktgängig und die Kurzgeschichten erschienen weit verstreut und eine erste Sammlung kam erst 2007 heraus.

## Bibliografie
Lerici (Kurzgeschichtenserie)
- The Seventh Daughter (2004)
- Poison (2007)
- Heart of Hearts (2010)
- The Woman Who Waited Forever (2010)
- The Bleeding Child (2012, auch als The Crying Child)
- Canticle of the Animals (2013, auch als Canticle of the Beasts)
- The Village Sang to the Sea: A Memoir of Magic (2013, Roman)

Romane
- Humanity Prime (1971)
- Dream Baby (1989)

Sammlung
- The Girl Who Loved Animals and Other Stories (2007)

Kurzgeschichten
- The Faces Outside (1963)
- We Hunters of Men (1965)
- Gods of the Dark and Light (1967)
- Without a Doubt Dream (1968)
- Prime-Time Teaser (1968)
- Benji’s Pencil (1969)
- The Man Inside (1969)
- The Big Boy (1969)
- Autohuman 14 (1969)
- Life Matter (1969)
- And So Say All of Us (1969)
  - Deutsch: Hört die Stimmen. In: Science-Fiction-Stories 38. Ullstein (Ullstein 2000 #71 (3060)), 1974, ISBN 3-548-03060-2.
- After the Bomb Cliches (1969)
- E Pluribus Solo (1970)
- Mother of Pearl (1970)
- The Warmest Memory (1970)
- World of the Wars (1971)
- Ecce Femina! (1972)
  - Deutsch: Männerjagd. In: Wulf Bergner (Hrsg.): Ein Tag in Suburbia. Heyne SF&F #3353, 1973.
- Triangle (1972)
- The Arrangement (1973)
- The Boy (1976)
- Victor (1977)
  - Deutsch: Victor. In: Manfred Kluge (Hrsg.): Katapult zu den Sternen. Heyne SF&F #3623, 1978, ISBN 3-453-30533-7.
- Missionary Work (1978)
- Their Immortal Hearts (1980)
  - Deutsch: Ihre unsterblichen Herzen. In: Wolfgang Jeschke (Hrsg.): Heyne Science Fiction Jahresband 1991. Heyne SF&F #4770, 1991, ISBN 3-453-04477-0.
- What He Wore for Them (1980)
  - Deutsch: … und nahm für sie an der Menschen Gestalt. In: Manfred Kluge (Hrsg.): Terrarium. Heyne SF&F #3931, 1982, ISBN 3-453-30854-9.
- When the Fathers Go (1982)
  - Deutsch: Wenn Vater eine Reise macht. In: Terry Carr (Hrsg.): Die schönsten Science Fiction Stories des Jahres: Band 3. Heyne SF&F #4165, 1985, ISBN 3-453-31123-X.
- The Ark (1985)
- Dream Baby (1987)
  - Deutsch: Traumbaby. In: Friedel Wahren (Hrsg.): Isaac Asimovs Science Fiction Magazin 32. Folge. Heyne SF&F #4536, 1988, ISBN 3-453-03126-1.
  - Deutsch: Dream Baby. In: Wolfgang Jeschke (Hrsg.): Johann Sebastian Bach Memorial Barbecue. Heyne SF&F #4697, 1990, ISBN 3-453-04279-4.
- Kingdom Come (1987)
- Songs from a Far Country (1988)
- The Girl Who Loved Animals (1988)
- Little Boy Blue (1989)
- Angels (1990)
- Sister Moon (1992)
- Cottage (1993)
- Moving On (1993)
- Southpaw (1993)
- Assassin (1994)
- Captain China (1996)
- Mary (2005)
- Water Angel (2005)
- Hero, the Movie (2005)
- Spell (2005)
- Stu (2005)
- Ragazzo (2006)
- The Boy in Zaquitos (2006)
- Kin (2006)
- Cold War (2006)
- The Passion: a Western (2006)
- His Wife (2007)
- The Lion (2007)
- Hit (2008)
- Johnny (2009)
- Blue Fire (2010)
- The Courtship of the Queen (2010)
- Demon (2011)
- The Messenger (2011)
- Going Home (2012, mit Barry N. Malzberg)
- Free Range (2012)
- Stamps (2012)
- Child of the Gods (2013)
- Don’t Ask (2013, mit W. S. Adams)
- The Witch Moth (2014)
- La Signora (2014)
- Madonna (2015)
- Dog (2015)
- Emily (2015)
- My Father’s Crab (2015)
- DreamPet (2015)
- Bringing Them Back (2016)
- Stealing God (2016)
- Killer (2016)
- The Blue House (2016)
- A Beautiful Day (2016)
- The Fall of Saigon (2017, mit Ben McAllister und Andreas Neumann)
- This Is for You (2017)
- The Blue Unicorn (2017)
- Pitch (2017, mit Patrick Smith)
- Ink (2017)
- How to Take Pictures of Alpha Centauri Children (2018)
- Frog Happy (2018)